# Чёрно-красный кардинал
Чёрно-красный кардинал (лат. Periporphyrus erythromelas) — вид воробьиных птиц из семейства кардиналовых (Cardinalidae). Подвидов не выделяют. Распространён в Южной Америке (Бразилия, Французская Гвиана, Гайана, Суринам и Венесуэла).

## Описание
Чёрно-красный кардинал достигает длины 20,5 см, один измеренный самец весил 48 г. Выражен половой диморфизм. У взрослых особей обоих полов тяжёлый чёрный клюв, вся голова и горло чёрного цвета. У взрослых самцов спина тёмно-красная. Затылок, грудь и брюхо ярко-красные. У самок верхняя часть тела тёмно-зеленовато-жёлтая, а нижняя — желтовато-зелёная. Окраска оперения неполозрелых самцов сходна с окраской взрослых самцов, но более тусклая.
Поют и самец, и самка. Песня представляет собой приятную серию прерывистых фраз. Позывка — резкий звук «spink».

## Распространение и места обитания
Чёрно-красный кардинал распространён на востоке Венесуэлы, в Гайане, Суринаме и севере Бразилии. Обитает в зрелых тропических лесах от уровня моря до высоты 1100 м над уровнем моря.

## Биология
Чёрно-красный кардинал кормится парами или небольшими семейными группами в нижних ярусах леса. В состав рациона входят членистоногие и семена. Никогда не присоединяется к смешанным группам птиц. Биология размножения не описана.